# Oratorio di Poggio di Petto
L'oratorio di Poggio di Petto o Poggiopetto si trova nei pressi della frazione Sant'Agata di Scarperia e San Piero, in provincia di Firenze, in località Lumena, sulla via che da Sant'Agata porta a Marcoiano, quasi al bivio della Villa dello Sprocco. L'oratorio è intitolato a San Niccolò e fu proprietà della Suore di Santa Caterina di Firenze: internamente è un semplice oratorio ed è di particolare importanza per gli abitanti del luogo; appartiene alla giurisdizione di San Michele a Lumena.

## Bibliografia

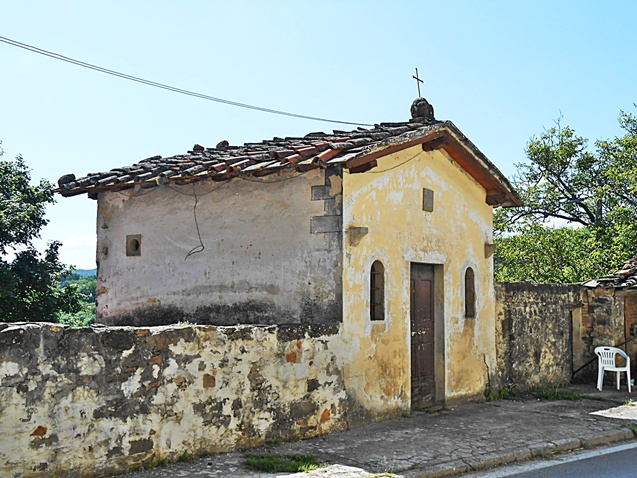
Oratorio di Poggio di Petto

## Fonte
- Okmugello, su okmugello.it.